# Mustelus whitneyi
Mustelus whitneyi är en hajart som beskrevs av Norma Victoria Chirichigno Fonseca 1973. Mustelus whitneyi ingår i släktet Mustelus och familjen hundhajar. IUCN kategoriserar arten globalt som sårbar. Inga underarter finns listade i Catalogue of Life.